# Левер, Ян
Ян Левер (нидерл. Jan Lever, 20 июля 1922, Гронинген — 23 ноября 2010, Амстердам) — нидерландский биолог, специализирующийся на зоологии, эндокринологии и эволюционной биологии. Его идеи об эволюции можно охарактеризовать как форму эволюционного креационизма. Левер был важным голосом в формировании голландских публичных дебатов по эволюции и биологии, особенно в протестантских кругах.

## Жизнь и карьера
Ян Левер изучал биологию в Утрехтском университете с 1939 года. Левер получил докторскую степень в 1950 году. С 1952 по 1986 год он работал профессором зоологии в Амстердамском свободном университете. В своей вступительной лекции он представил свою веру в то, что эволюция — это способ, которым Бог создал мир. Он развил этот аргумент в своей книге Creatie en evolutie (1956; английский перевод 1958 года под названием Creation and Evolution).
В 1970 году Левер был избран членом Королевской академии наук и искусств Нидерландов.

## Исследования и произведения
В начале 1950-х годов Левер начал исследования нейроэндокринной системы представителя сидячеглазых — улитки Lymnaea stagnalis (обыкновенного прудовика). Сам Левер обнаружил особый тип нейронов у анкилидной улитки Ferrissia, а его ученик Йос Йоссе продемонстрировал эти нейроны у других видов улиток. Lymnaea стала предпочтительным животным для физиологических исследований в лаборатории Амстердамского свободного университета на десятилетия.
В начале карьеры идеи Левера об эволюции и концепции вида были вдохновлены реформаторской философией мыслителя Германа Дойверда. В студенческие годы Левер познакомился с биологом Йоханом Генрихом Димером, который в 1930-х годах опубликовал информацию о подходе Дойверда в области биологии. Димер оказал большое влияние на мысль Левера. Вместе с Дойвердом Левер написал четыре статьи о концепции видов в журнале Philosophia Reformata (1948–1950), в которых виды были определены как постоянные типы. В своей книге Creatie en Evolutie (1956) Левер по-прежнему придерживался философии Дойверда, но также предположил, что биологическая эволюция, возможно, имела место. Позже он отошёл от этих прежних представлений о постоянстве видов и стал придерживаться своего рода эволюционного креационизма.

## Публикации
- Creatie en Evolutie (1956); перевод на английский язык (1958) как Creation and Evolution
- Quantitative beach research I, The "left-right-phenomenon": Sorting of lamellibranch valves on sandy beaches (1958)
- Waar blijven we? (1969); перевод на английский язык (1970) как Where are we headed? A biologist talks about origins, evolution, and the future
- Geïntegreerde biologie (1973)
- Schepping en evolutie (1985)
- Bomengids van Amsterdam-Zuid (2002)
- Feniks en broedmachine. Reisverhalen over deze wondere wereld (2003)
- Langs de mysterieuze grenzen van het leven (2006)
- Een bioloog leest de Bijbel (2010)